# Матей Захарія
Матей Захарія (англ. Matei Zaharia) — румунсько-канадський інформатик, який спеціалізується на великих даних, розподілених та хмарних обчисленнях. Він є співзасновником та головним технологом компанії Databricks, та професором асистентом інформатики в Стенфордському університеті.

## Біографія
Матей Захарія народився в Румунії. Його родина переїхала до Канади. Там він навчався в Університеті Ватерлоо на програмі комп'ютерних наук. Він продовжив навчання в Каліфорнійському університеті Берклі, де у 2013 році здобув ступінь доктора філософії у галузі комп'ютерних наук під керівництвом Іона Стоїки та Скотта Шенкера.
Він брав участь у конкурсах з програмування, завоювавши дві срібні медалі IOI, а також золоту медаль ACM ICPC.
Під час навчання в докторантурі Матей створив проект Apache Spark і спільно створив проект Apache Mesos.

## Зноски
1. 1 2  https://www.goodreturns.in/matei-zaharia-net-worth-and-biography-blnr1738.html
2. ↑  https://profiles.stanford.edu/matei-zaharia
3. 1 2 3 4  Чеська національна авторитетна база даних
4. ↑  How Companies are Using Spark, and Where the Edge in Big Data Will Be. Strata Conference. Архів оригіналу за 24 вересня 2015. Процитовано 26 серпня 2014.
5. ↑  Matei Zaharia - Programming Contest Resources. cs.stanford.edu. Архів оригіналу за 12 січня 2021. Процитовано 27 січня 2019.
6. ↑  History | Apache Spark. spark.apache.org. Архів оригіналу за 28 січня 2019. Процитовано 27 січня 2019.